# CC-145
La CC-145 es una carretera perteneciente a la Red Secundaria de la Diputación Provincial de Cáceres que une carretera  CC-143  con el Límite de la C. A. de Castilla y León en la provincia de Caceres
Su denominación oficial es "Acceso desde Riomalo de Arriba a límite con Salamanca".